# Die Pratermizzi
Die Pratermizzi ist ein österreichisches Filmdrama aus dem Jahr 1926, der im Januar 1927 in die Kinos kam. Der Stummfilm galt lange als verschollen und wurde 2005 wiederentdeckt.

## Handlung
Marie, Kassiererin in der Wiener Grottenbahn Zum Walfisch, und Baron Christian von B. verlieben sich ineinander, doch in die Beziehung mischt sich die Tänzerin Valette, die stets eine Larve vor ihrem Gesicht trägt, ein. Christian folgt Valette schließlich bis nach Paris. Als er ihr die goldene Maske vom Gesicht reißt, erleidet er einen Schock, denn Valette ist durch eine Krankheit entstellt. Er kehrt nach Wien zurück, um dort zu sterben, doch im letzten Moment kann Marie ihn retten.
Die Fahrt durch die Grottenbahn wird in diesem Film mit einer Reise ins eigene Ich assoziiert.

## Geschichte des Films
Eine Nitrofilmkopie der Pratermizzi wurde im Jahr 2005 im Archiv des Centre national de la cinématographie entdeckt. Die Restaurierung gelang, und im Jahr 2005 konnte der Film zur Eröffnung des Praterfilmfestivals gezeigt werden.
Ausschnitte des Films wurden auf der DVD des Filmarchivs Austria „Der Wiener Prater im Film“ im Juli 2005 veröffentlicht.